# Bürgergartenpark (Naumburg)

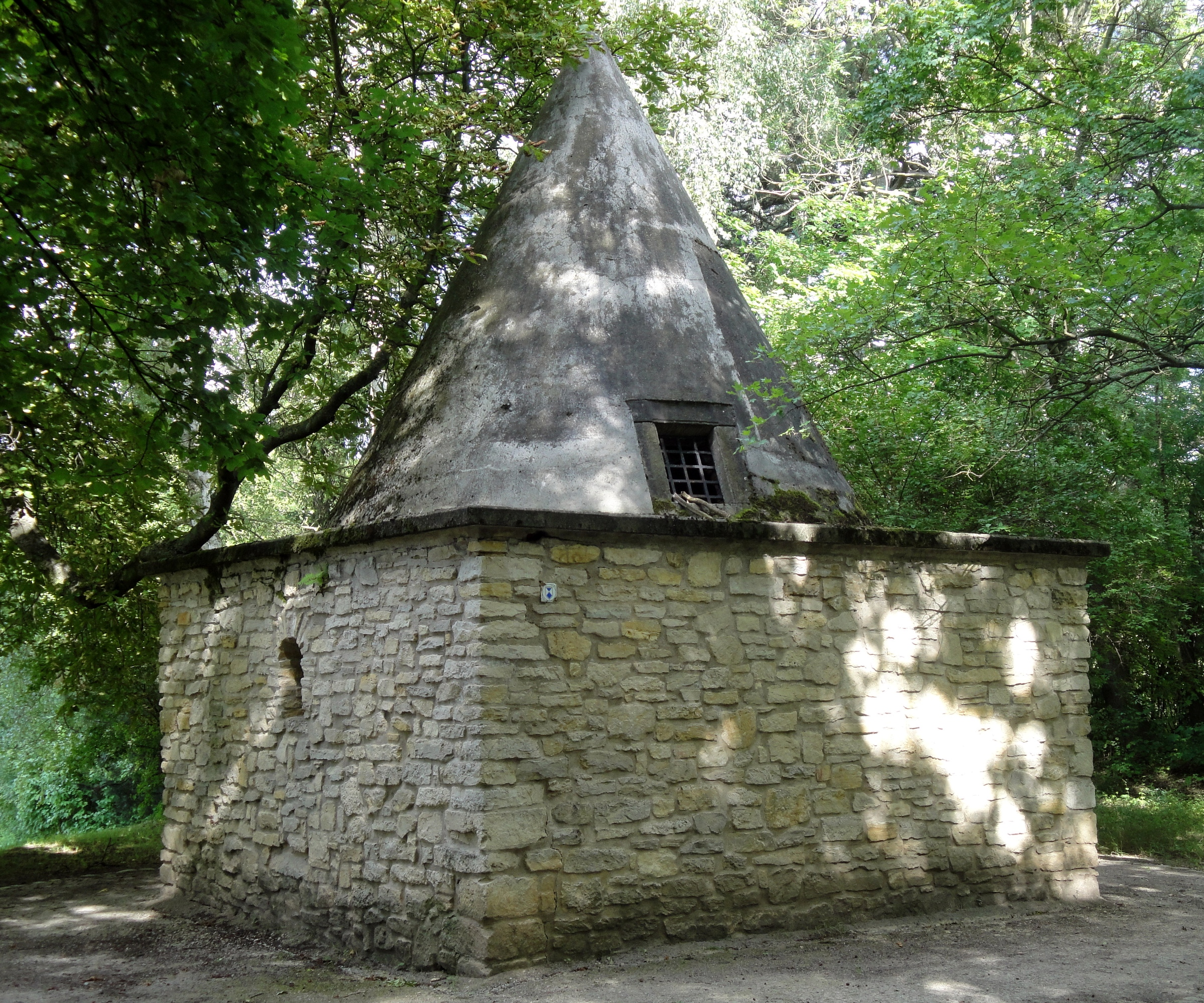
Wassertürmchen, genannt Pulvertürmchen

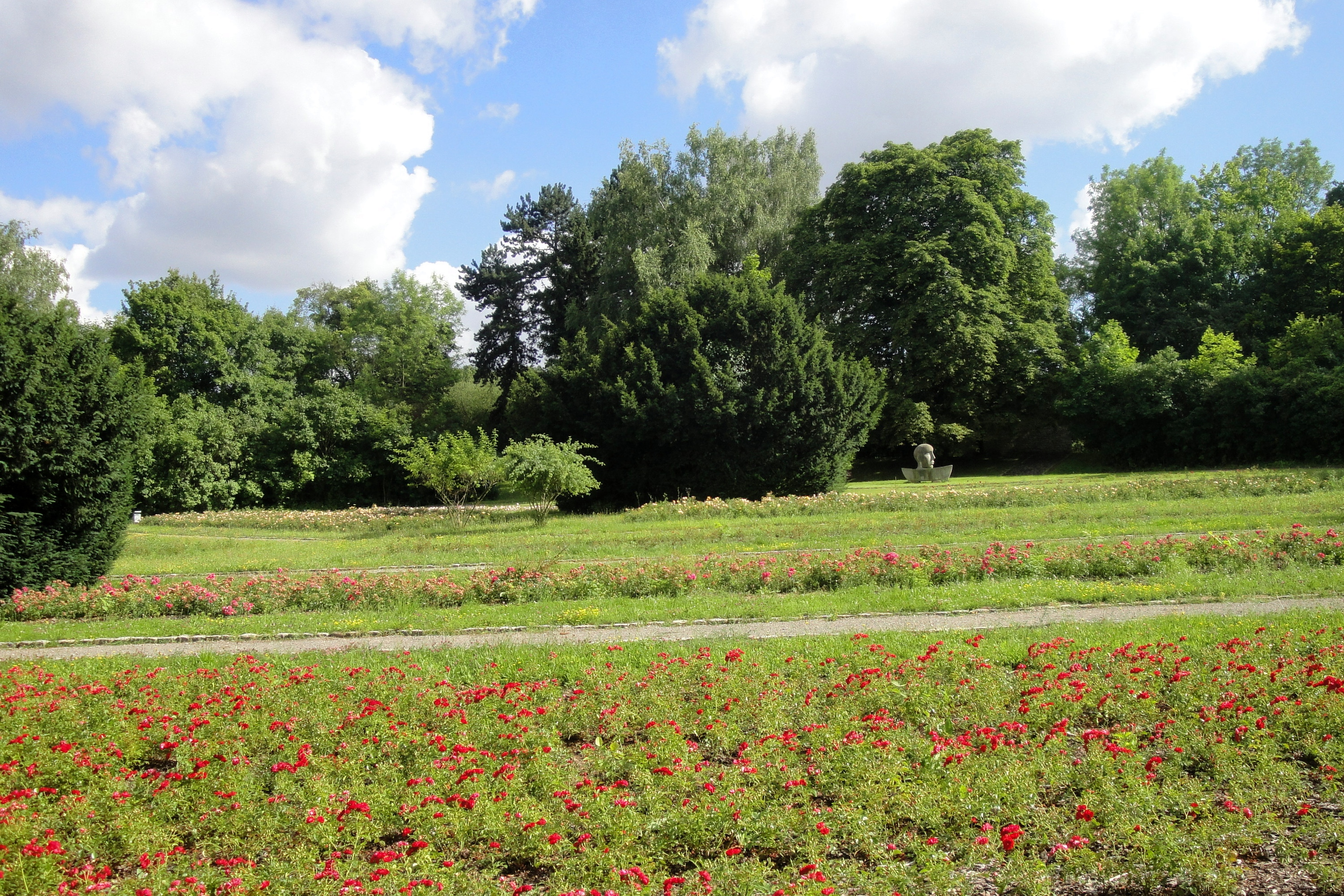
Rosengarten

Der Bürgergartenpark in Naumburg (Saale) an der Neidschützer Straße erhielt seinen Namen von einer bereits seit dem Jahr 1798 hier bestehenden Gaststätte. Auch das Bürgergartenviertel trägt heute seinen Namen. Die Parkanlage umfasst rund 20 Hektar.

## Lage und Gestalt
Der Bürgergartenpark befindet sich im Süden von Naumburg. Im Norden wird er durch die Hochstraße sowie die Charlottenstraße begrenzt, im Osten trennt die Neidschützer Straße den Park in zwei Hälften, von denen die südöstliche den Rosengarten mit einem Rondell und dem Stadtpark Arboretum Rosengarten bildet. Im Süden läuft der Bürgergartenpark spitz zu und im Westen schließt Wohnbebauung an. Im Park finden sich Rabatten und in einem Abschnitt an der Neidschützer Straße auch eine Pergola im Steingarten. An verschiedenen Stellen des Parks wurden Springbrunnen installiert. An den Park schließt sich in Richtung Neidschütz die Waldschloßwiese an. Diese gehört auch noch zum Bereich des Bürgergartenparks. Der Name kam vom einstigen Restaurant und Cafe „Waldschloss“ in der Neidschützer Straße her. Der Laubholzbestand des Englischen Parks ist teils waldartig verdichtet.
Der Rosengarten reicht bis an den Kirschberg. Zum Bürgergarten schrieb der Chronist Karl Schöppe u. a.: „Der Bürgergarten gehört so sehr zu den Sehenswürdigkeiten unserer Stadt, dass jeder Fremde, der hierher kommt und auch sonst nichts von ihr weiß, doch wenigstens von ihrem Kirschfest, von ihrem Dom und ihrem Bürgergarten gehört hat. Keiner versäumt daher auch, ihn zu besuchen und jeder Naumburger führt sicher seine auswärtigen Freunde zuerst auf den Bürgergarten.“ Der Rosengarten wurde 1935 vollendet. Dieser ist zugleich der jüngste Abschnitt des Bürgergartenparks.

## Geschichte
Im Jahre 1775 kam es hier zu einer erstmaligen Bepflanzung auf Veranlassung des Kommandeurs der damaligen Naumburger Garnison, Graf Zinzendorf. Deshalb hieß er auch Zinzendorfer Garten. Im Jahre 1805 erfolgte seine Umbenennung in Bürgergarten. Im Freisitzbereich der gleichnamigen Gaststätte befindet sich eine kleine Freilichtbühne, die im Jahr 1882 dazu kam. Die Gaststätte wurde 1877 durch einen Kolonnadenbereich erweitert. Die Pflege des Parks übernahm zeitweise der Naumburger Verschönerungsverein.
Der Bürgergartenpark mit dem Rosengarten steht als Baudenkmal unter Denkmalschutz und ist im Denkmalverzeichnis von Sachsen-Anhalt mit der Nummer 094 30031 erfasst. Das Brunnenhäuschen, Wassertürmchen oder auch Pulvertürmchen genannt, das zur Entlüftung der alten Wasserleitung dient, ist mit der Nummer 094 30033 registriert.

### Denkmäler und Skulpturen
Der Park wurde wiederholt zur Aufstellung von Denkmälern genutzt. Dazu zählt ein Steinkreuz nahe der Neidschützer Straße, das im Jahr 1913 anlässlich des 100. Jahrestages der Völkerschlacht bei Leipzig dort aufgestellt wurde. Es trägt die Inschrift: Enkel mögen kraftvoll walten / schwer Erungenes zu erhalten. / 18. October / 1813 1913. Zu den älteren Denkmälern zählt auch das Denkmal zu Ehren des Turnvaters Friedrich Ludwig Jahn bei der Gaststätte, bei der sich auch Denkmäler für Otto Claudius und für Ernst Adolph Thränhardt befinden. Eine kugelbekrönte Stele erinnert an die Wiederherstellung des kriegszerstörten Parks im Jahr 1816. Sie wurde laut Inschrift im Jahr 1893 durch die Kramerinnung der Stadt wiederhergestellt und an ihren heutigen Platz gebracht und erinnert an die Begründer und Förderer des Bürgergartens.
Auch in der Zeit des Nationalsozialismus wurde der Park für einen Denkmalsbau genutzt. Reichsarbeitsminister Franz Seldte – in seiner Funktion als „Erster Bundesführer“ des Stahlhelms – weihte im Jahr 1933 auf der Waldschloßwiese das „Langemarck-Denkmal“ ein, das dem Mythos von Langemarck dienen sollte. Auch Kronprinz August Wilhelm von Preußen reiste zur Einweihung des „ersten Langemarck-Denkmal in Deutschland“ an. Das Denkmal bestand aus einem Block mit dem Wort Langemarck in Großbuchstaben und zwei Ehrenkränzen und wurde von zwei Kreuzen flankiert sowie von einem Wassergraben umgeben. Es wurde nach dem Zweiten Weltkrieg entfernt.
Im Jahre 1988 sowie 1990 schufen hier Bildhauer, darunter Peter Fiedler, Skulpturen, wovon mehrere stehen blieben, während die restlichen anderenorts – etwa am Hauptbahnhof – ihre Aufstellung fanden. Die erste Veranstaltung trug den Titel „Lyrik im Park“ und war als Pleinair konzipiert. An ihr nahmen sechs Bildhauer aus der DDR und der Sowjetunion teil. Zum „2. Internationalen Bildhauerpleinair“ lud man Bildhauer aus der Slowakei, der Sowjetunion, Herzogenrath, Halle (Saale) und Naumburg ein. Damit wurde eine Reihe von Steinbildhauersymposien etabliert, die in den Folgejahren in ganz Sachsen-Anhalt veranstaltet wurden.
Auf der Liste der Bodendenkmale in Naumburg (Saale) sind im Bürgergartenpark folgende Objekte verzeichnet: Am Stadtwald im Süden des Bürgergartens ein großer Grabhügel mit bis zu 20 m Durchmesser und ca. 2,5 m Höhe (Denkmal-ID 428300176). Auf einem Grabhügel befindet sich das erwähnte Gedenkkreuz für die 1813 stattgefundene Völkerschlacht, wo eine Art Rampe aufgebaut wurde um hierher von Süden gelangen zu können. Dort ist besteht auch eine Sitzgruppe. Das Bodendenkmal trägt die Erfassungsnummer 428300678.

Architekturen im Bürgergartenpark
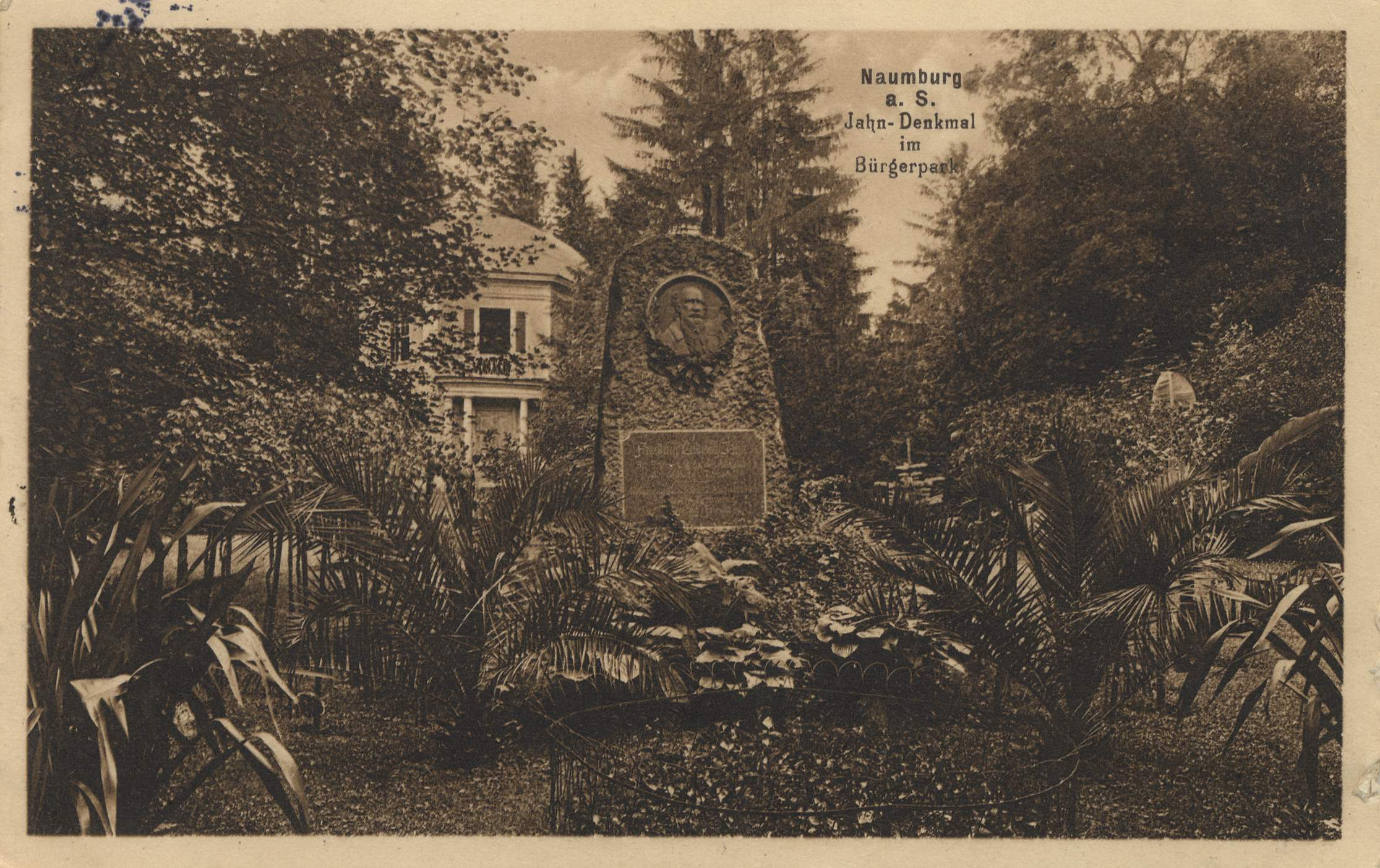
Jahndenkmal im Bürgergartenpark
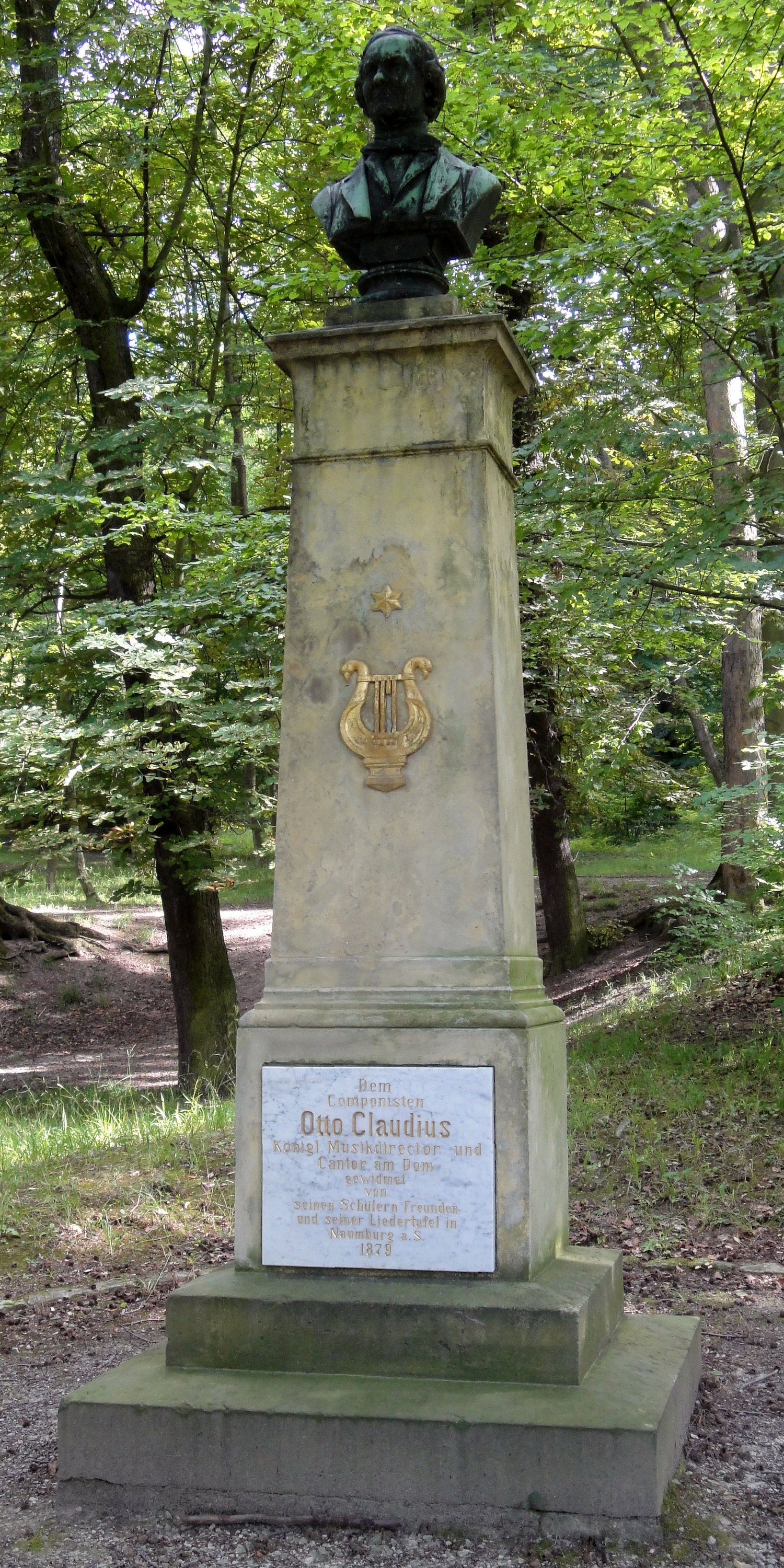
Otto-Claudius-Denkmal
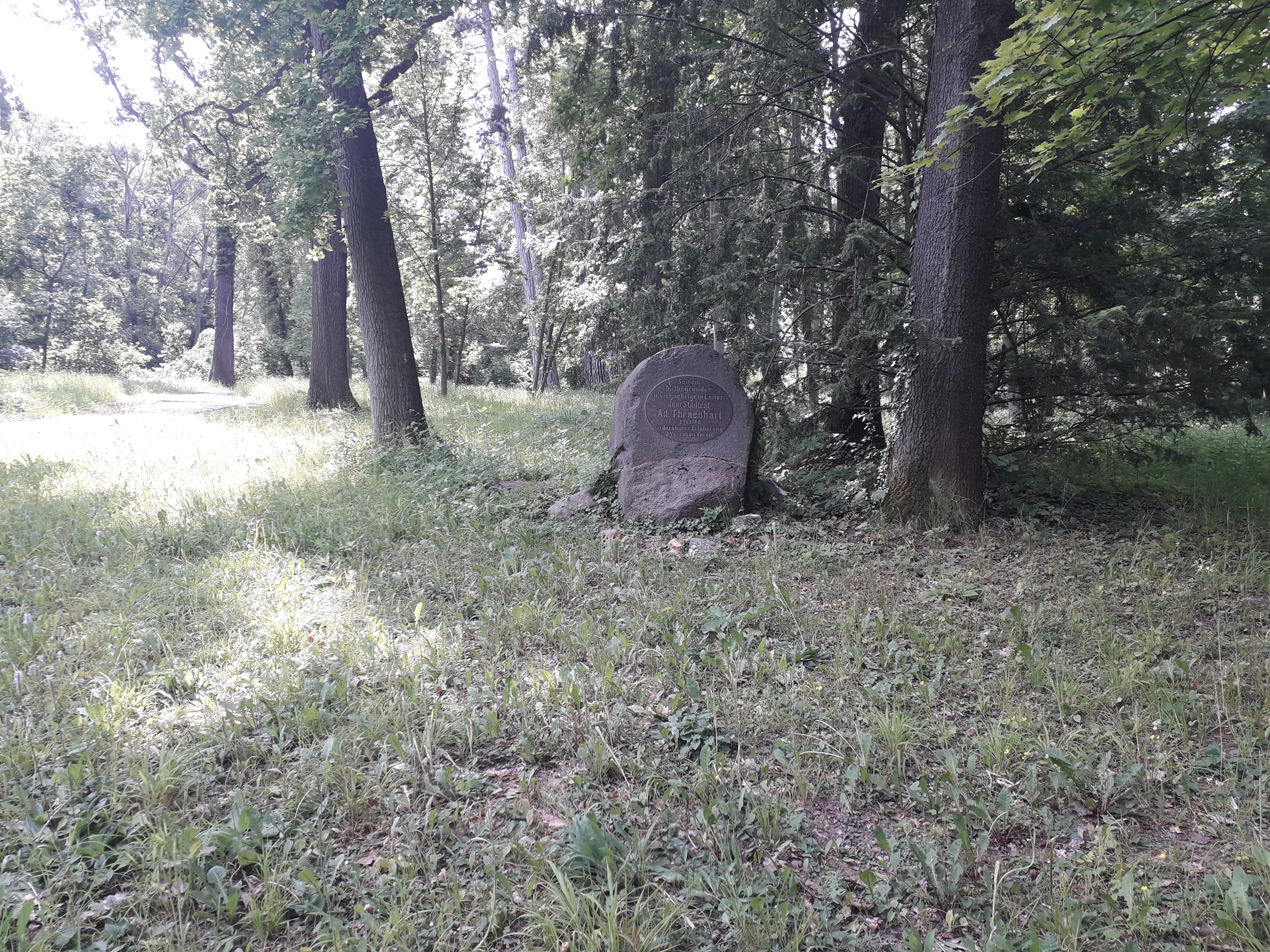
Gedenkstein für Ernst Adolph Thränhardt
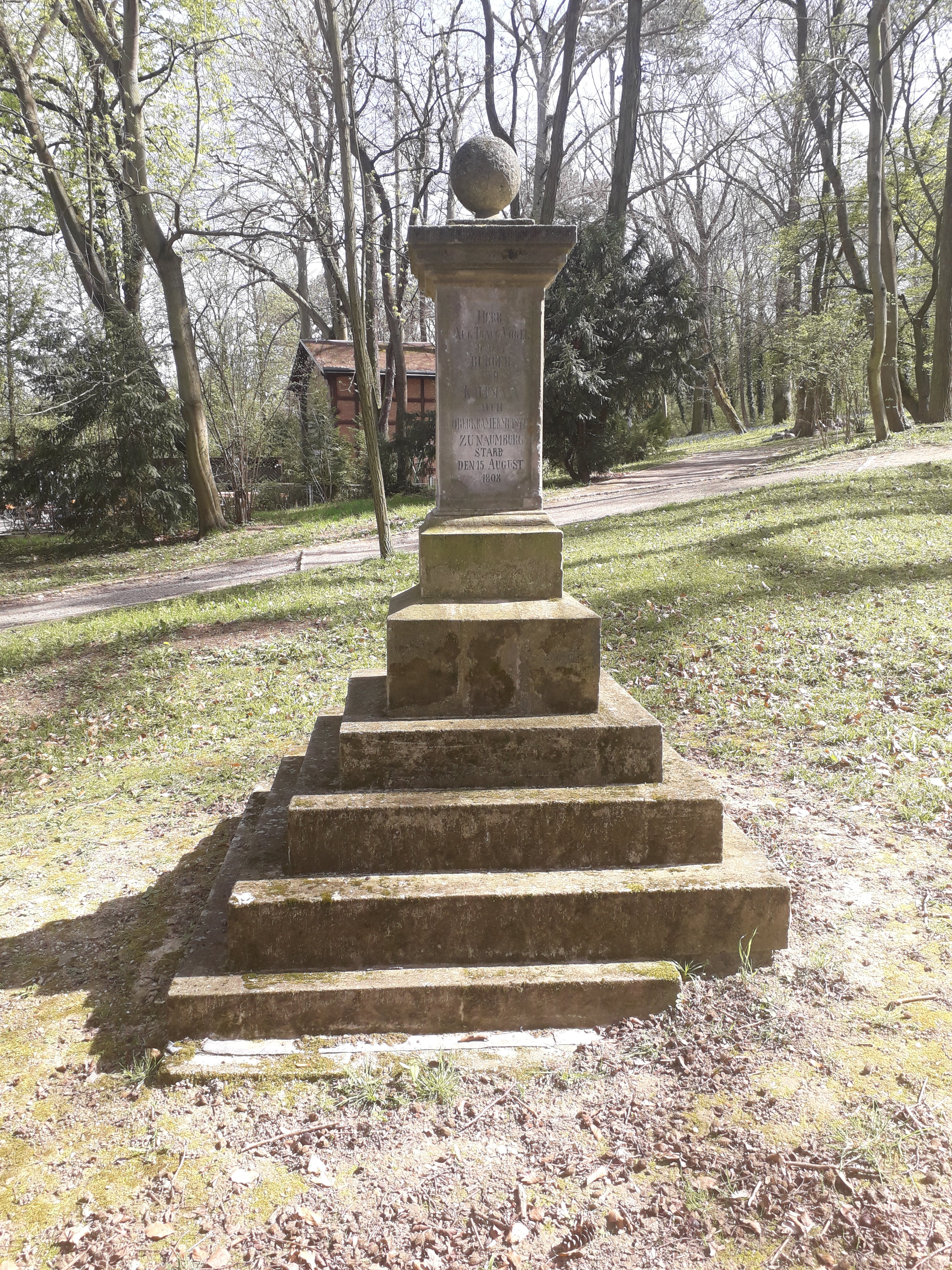
Gedenkstele für die Wiederherstellung des Bürgergartenparks